# GD Beira Mar
Der GD Beira Mar war ein Sportverein aus der portugiesischen Küstenstadt Monte Gordo. Er wurde am 2. August 1950 gegründet.
Der Verein trug seine Heimspiele in dem 10.000 Zuschauer fassenden Complexo Desportivo de Monte Gordo aus. Er spielte von 2003 bis 2011 sieben Spielzeiten in der viertklassigen III Divisão. In der Saison 2008/09 spielte Beira Mar für eine Saison drittklassig.
2007/08, 2008/09 und 2009/10 nahm GD Beira Mar am Taça de Portugal teil.
2009 wurde der Verein für insolvent erklärt und stellte 2011 mit dem Rückzug aus der III Divisão den Spielbetrieb ein.